# Freist
Freist là một đô thị thuộc huyện Mansfeld-Südharz, Sachsen-Anhalt, Đức. Đô thị Freist có diện tích 10,14 km², dân số thời điểm ngày 31 tháng 12 năm 2006 là 353 người.